# کلیف بورلند
کلیف بورلند (انگلیسی: Cliff Bourland؛ ۱ ژانویه ۱۹۲۱ – ۱ فوریهٔ ۲۰۱۸) دونده اهل ایالات متحده آمریکا بود.
وی در مسابقات کشوری و بین‌المللی در مجموع برندهٔ ۱ مدال طلا شده‌است.